# Michail Aleksandrow
Michail Aleksandrow (auch Mihail Alexandrov, bulgarisch Михаил Александров; * 11. Juni 1989 in Sofia) ist ein bulgarischer Fußballspieler. Seine Position ist das Mittelfeld.

## Laufbahn
Aleksandrow spielte in der Jugend für ZSKA Sofia. Von dort sollte er im Sommer 2007 eigentlich zum FC Liverpool wechseln, erhielt aber keine Arbeitserlaubnis. Daraufhin schloss er sich nach einem Gastspiel, bei dem er überzeugen konnte, Borussia Dortmund an. Dort spielte er zunächst bei den A-Junioren und wurde dann zur Saison 2008/09 Teil des Kaders der zweiten Mannschaft, mit der er in der Regionalliga West den 1. Tabellenplatz belegte und somit in die 3. Liga aufstieg. Dabei kam er allerdings nur zweimal zum Einsatz. Sein Profiligadebüt gab er schließlich am 7. November 2009, als er beim 1:0-Heimsieg gegen den FC Rot-Weiß Erfurt am 16. Spieltag der Spielzeit 2009/10 in der 78. Minute Sebastian Hille ersetzte. Nach der Saison kehrte er in seine Heimat Bulgarien zurück.
Nach einer kurzen Zwischenstation bei Akademik Sofia wechselte Aleksandrow im Januar 2011 zu Ludogorez Rasgrad, mit denen er im selben Spieljahr in die A Grupa aufstieg. Gleich nach einem Aufstieg in die erste Liga gelang ihm mit Ludogorez der Gewinn des Triples: Meisterschaft, Pokal und Supercup. In den folgenden Jahren 2013 und 2014 konnte er den bulgarischen Meistertitel erneut gewinnen. Auch im Europapokal zeigte sich der sportliche Aufschwung. In der Saison 2013/14 erreichte Aleksandrow mit seinem Verein das Achtelfinale der Europa League, ein Jahr später qualifizierte man sich erstmals für die Gruppenphase der UEFA Champions League.
Am 29. Februar 2016 gab der polnische Traditionsverein Legia Warschau die Verpflichtung von Aleksandrov bekannt.

## Erfolge
- Bulgarischer Meister: 2012, 2013, 2014
- Bulgarischer Pokalsieger: 2012, 2014
- Bulgarischer Supercup: 2012, 2014
- Polnischer Meister 2016 mit Legia Warschau